# Домбал деван Дарне
Домбал деван Дарне (фр. Dombasle-devant-Darney) насеље је и општина у североисточној Француској у региону Лорена, у департману Вогези која припада префектури Епинал.
По подацима из 2011. године у општини је живело 89 становника, а густина насељености је износила 10,19 становника/km². Општина се простире на површини од 8,73 km². Налази се на средњој надморској висини од 320 метара (максималној 416 m, а минималној 282 m).

## Демографија
| 1962. | 1968. | 1975. | 1982. | 1990. | 2011. |
| ----- | ----- | ----- | ----- | ----- | ----- |
| 122   | 100   | 81    | 106   | 110   | 89    |

График промене броја становника у току последњих година